# 15시 17분 파리행 열차
《15시 17분 파리행 열차》(영어: The 15:17 to Paris)는 2018년 개봉한 미국의 전기, 드라마 영화이다. 클린트 이스트우드가 감독을 맡았으며, 동명의 자서전이 영화의 원작이다. 2015년 탈린 열차 테러 사건을 다룬 영화로, 사건의 실제 당사자들이 주연을 맡아 연기했다.

## 출연

### 주연
- 스펜서 스톤
- 안토니 새들러

### 조연
- 레이 코라사니
- 주디 그리어
- 제나 피셔
- 브라이스 게이사르

## 기타
- 원작자: 안토니 새들러
- 원작자: 알렉 스카라토스
- 원작자: 스펜서 스톤
- 원작자: 제프리 E. 스턴
- 총괄프로듀서: 브루스 버그만
- 라인프로듀서: 어윈 구드솨크
- 미술: 케빈 이시오카
- 배역: 샤이 그리핀
- 배역: 제프리 마이크랫